# Mistrovství světa v orientačním běhu 1985
11. Mistrovství světa v orientačním běhu proběhlo ve dnech 6. až 6. srpna 1985. Pořadatelskou zemí byla Austrálie. Hlavním dějištěm závodů tehdy bylo město Bendigo ležící ve státě Victoria. V mužské kategorii startovalo 72 závodníků a v ženské 66 závodnic. Štafetových závodů se zúčastnilo 16 mužských čtyřčlenných a 14 ženských čtyřčlenných štafet z 20 zemí světa. Běželo se na mapách s názvy Kooyoora Stare Park a Wattle Gully Diggings. Československo reprezentovali: Jaroslav Kačmarčík, Jaromír Tišer, Jozef Pollák, Vlastimil Uchytil, Eva Bártová, Iva Kalibánová, Ada Kuchařová a Petra Wagnerová.

## Výsledky individuálního závodu
| Muži                                     | Muži                                     | Muži                                     | Muži                                     | Muži                                     | Ženy                                    | Ženy                                    | Ženy                                    | Ženy                                    | Ženy                                    |
| ---------------------------------------- | ---------------------------------------- | ---------------------------------------- | ---------------------------------------- | ---------------------------------------- | --------------------------------------- | --------------------------------------- | --------------------------------------- | --------------------------------------- | --------------------------------------- |
| - Traťové parametry: 15,2 km, 23 kontrol | - Traťové parametry: 15,2 km, 23 kontrol | - Traťové parametry: 15,2 km, 23 kontrol | - Traťové parametry: 15,2 km, 23 kontrol | - Traťové parametry: 15,2 km, 23 kontrol | - Traťové parametry: 8,4 km, 14 kontrol | - Traťové parametry: 8,4 km, 14 kontrol | - Traťové parametry: 8,4 km, 14 kontrol | - Traťové parametry: 8,4 km, 14 kontrol | - Traťové parametry: 8,4 km, 14 kontrol |
| Umístění                                 | Země                                     | Jméno                                    | Čas                                      | Ztráta                                   | Umístění                                | Země                                    | Jméno                                   | Čas                                     | Ztráta                                  |
|                                          | Finsko                                   | Kari Sallinen                            | 1:28:08                                  |                                          |                                         | Švédsko                                 | Annichen Kringstadová                   | 0:54:14                                 |                                         |
|                                          | Norsko                                   | Tore Sagvolden                           | 1:30:01                                  | + 0:01:53                                |                                         | Norsko                                  | Brit Voldenová                          | 0:55:07                                 | + 0:00:53                               |
|                                          | Norsko                                   | Egil Iversen                             | 1:30:42                                  | + 0:02:34                                |                                         | Švédsko                                 | Christina Blomqvistová                  | 0:57:11                                 | + 0:02:57                               |
| 24.                                      | Československo                           | Jaroslav Kačmarčík                       | 1:44:43                                  | + 0:16:35                                | 6.                                      | Československo                          | Ada Kuchařová                           | 1:00:35                                 | + 0:06:21                               |
| 39.                                      | Československo                           | Jaromír Tišer                            | 1:51:27                                  | + 0:23:19                                | 16.                                     | Československo                          | Eva Bártová                             | 1:07:22                                 | + 0:13:08                               |
| 43.                                      | Československo                           | Jozef Pollák                             | 1:54:14                                  | + 0:26:06                                | 32.                                     | Československo                          | Iva Kalibánová                          | 1:20:46                                 | + 0:26:32                               |
| 61.                                      | Československo                           | Vlastimil Uchytil                        | 2:17:15                                  | + 0:49:07                                | 53.                                     | Československo                          | Petra Wagnerová                         | 1:45:20                                 | + 0:51:06                               |

## Výsledky štafetového závodu
| Muži                                                                                       | Muži                                                                                       | Muži                                                                                       | Muži                                                                                       | Muži                                                                                       | Ženy                                                                                       | Ženy                                                                                       | Ženy                                                                                       | Ženy                                                                                       | Ženy                                                                                       |
| ------------------------------------------------------------------------------------------ | ------------------------------------------------------------------------------------------ | ------------------------------------------------------------------------------------------ | ------------------------------------------------------------------------------------------ | ------------------------------------------------------------------------------------------ | ------------------------------------------------------------------------------------------ | ------------------------------------------------------------------------------------------ | ------------------------------------------------------------------------------------------ | ------------------------------------------------------------------------------------------ | ------------------------------------------------------------------------------------------ |
| - Traťové parametry: 1. úsek 16,0 km / 2. úsek 17,0 km / 3. úsek 16,0 km / 4. úsek 17,0 km | - Traťové parametry: 1. úsek 16,0 km / 2. úsek 17,0 km / 3. úsek 16,0 km / 4. úsek 17,0 km | - Traťové parametry: 1. úsek 16,0 km / 2. úsek 17,0 km / 3. úsek 16,0 km / 4. úsek 17,0 km | - Traťové parametry: 1. úsek 16,0 km / 2. úsek 17,0 km / 3. úsek 16,0 km / 4. úsek 17,0 km | - Traťové parametry: 1. úsek 16,0 km / 2. úsek 17,0 km / 3. úsek 16,0 km / 4. úsek 17,0 km | - Traťové parametry: 1. úsek 12,0 km / 2. úsek 13,0 km / 3. úsek 12,0 km / 4. úsek 13,0 km | - Traťové parametry: 1. úsek 12,0 km / 2. úsek 13,0 km / 3. úsek 12,0 km / 4. úsek 13,0 km | - Traťové parametry: 1. úsek 12,0 km / 2. úsek 13,0 km / 3. úsek 12,0 km / 4. úsek 13,0 km | - Traťové parametry: 1. úsek 12,0 km / 2. úsek 13,0 km / 3. úsek 12,0 km / 4. úsek 13,0 km | - Traťové parametry: 1. úsek 12,0 km / 2. úsek 13,0 km / 3. úsek 12,0 km / 4. úsek 13,0 km |
| Umístění                                                                                   | Země                                                                                       | Jméno                                                                                      | Čas                                                                                        | Ztráta                                                                                     | Umístění                                                                                   | Země                                                                                       | Jméno                                                                                      | Čas                                                                                        | Ztráta                                                                                     |
|                                                                                            | Norsko                                                                                     | Morten Berglia Atle Hansen Tore Sagvolden Øyvin Thon                                       | 3:52:44                                                                                    |                                                                                            |                                                                                            | Švédsko                                                                                    | Karin Rabeová Christina Blomqvistová Kerstin Manssonová Annichen Kringstadová              | 3:01:21                                                                                    |                                                                                            |
|                                                                                            | Švédsko                                                                                    | Lars Palmqvist Michael Wehlin Kjell Lauri Jörgen Mårtensson                                | 3:54:20                                                                                    | + 0:01:36                                                                                  |                                                                                            | Norsko                                                                                     | Ragnhild Bratbergová Hilda Tellesboová Helle Johansenová Ellen-Sofie Olsviková             | 3:01:31                                                                                    | + 0:00:10                                                                                  |
|                                                                                            | Švýcarsko                                                                                  | Willi Müller Martin Howald Urs Flühmann Alain Gafner                                       | 4:03:33                                                                                    | + 0:10:49                                                                                  |                                                                                            | Švýcarsko                                                                                  | Susanne Lüscherová Frauke Sonderegger-Bandixenová Brigitte Zürcherová Ruth Humbelová       | 3:21:31                                                                                    | + 0:20:10                                                                                  |
| 6.                                                                                         | Československo                                                                             | Vlastimil Uchytil Jozef Pollák Jaromír Tišer Jaroslav Kačmarčík                            | 4:16:59                                                                                    | + 0:24:15                                                                                  | 5.                                                                                         | Československo                                                                             | Iva Kalibánová Petra Wagnerová Ada Kuchařová Eva Bártová                                   | 3:32:04                                                                                    | + 0:30:43                                                                                  |

## Medailová klasifikace podle zemí
Úplná medailová tabulka:
| Umístění | Země      | Zlato | Stříbro | Bronz | Součet |
| -------- | --------- | ----- | ------- | ----- | ------ |
|          | Švédsko   | 2     | 1       | 1     | 4      |
|          | Norsko    | 1     | 3       | 1     | 5      |
|          | Finsko    | 1     | 0       | 0     | 1      |
| 4.       | Švýcarsko | 0     | 0       | 2     | 2      |